# Ornella Muti
Ornella Muti (Róma, 1955. március 9. –) olasz színésznő. Eredeti neve: Francesca Romana Rivelli.
15 éves korában kezdett filmezni, és néhány év alatt a legfoglalkoztatottabb és legnépszerűbb színésznők sorába emelkedett. Filmjei széles műfaji (és minőségi) skálát képviselnek: vígjátékok, bűnügyi filmek, drámák és romantikus történetek egyaránt találhatók közöttük. Színésznői képességeiről megoszlanak a vélemények. Egyesek szerint nem annyira tehetségének, mint inkább feltűnő szépségének köszönhette ragyogó karrierjét, és annak, hogy buja bájait számos filmjében leplezetlenül megmutatta. E véleményekkel szemben tény, hogy a szakma olyan kiválóságai foglalkoztatták Mutit, mint például Damiano Damiani, Mario Monicelli, Marco Ferreri, Dino Risi, Pasquale Festa Campanile, Volker Schlöndorff és Peter Greenaway, és a színésznő nagymamaként sem maradt szerepek nélkül.

## Pályafutása

### A kezdetek

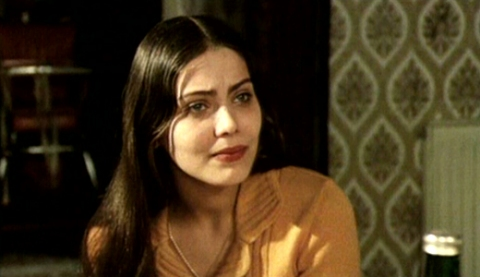
Vincenzina Rotunno Basletti szerepében az Olcsó regény című filmben

Muti édesapja nápolyi volt, édesanyja pedig észt. Van egy 4 évvel idősebb nővére, Claudia. A feltűnő szépségű Francesca kamaszként került be a modellvilágba. 1970-ben megkapta első filmszerepét Damiano Damiani A legszebb asszony című alkotásában. Rendezője választotta az ifjú sztárjelölt művésznevét is. A bemutatkozás sikeres volt, folyamatosan jöttek az újabb felkérések. Ezek sorából kiemelkedik Mario Monicelli annak idején Magyarországon is sikerrel játszott tragikomédiája, az Olcsó regény (1974), melyben a színésznő egy tizenéves lányt alakított, aki férjhez ment korosodó nagybátyjához (Ugo Tognazzi), ám végül megcsalta őt egy jóképű rendőrrel (Michele Placido). Juan Luis Buñuel (Luis Buñuel fia) Leonor (1975) című romantikus horrorfilmjében Ornella Michel Piccoli és Liv Ullmann partnere volt. Ornella Muti 1976-ban forgatott először Marco Ferrerivel. A polgárpukkasztó alkotásairól nevezetes rendező egyik leghíresebb filmje, Az utolsó asszony női főszerepét ajánlotta a színésznőnek, aki olyan jeles kollégákkal szerepelhetett együtt, mint Gérard Depardieu – akit évekkel később legkedvesebb partnerének nevezett –, Renato Salvatori, Nathalie Baye és megint Michel Piccoli. Ferreri ebben a művében is kedvenc témáit boncolgatta, az érzelmek elsivárosodását, a hagyományos nemi szerepek megváltozását, a világ elnőiesedésének kérdéseit. Az utolsó asszony számos provokatív szexjelenetet tartalmaz – a férfi főszereplő, Gérard Depardieu is látható benne erekció közben –, ám az igazi meghökkenést a befejező jelenet okozta, melyben a főhős egy elektromos kenyérszeletelővel kasztrálja magát. Muti lényegében hasonló nőalakot formált meg, mint Andréa Ferréol a rendező másik híres botrányfilmjében, A nagy zabálásban (1973): ő a buja nőstény, aki látszólag kielégíti a férfi minden kívánságát, ám valójában nem neki van szüksége a hímre, hanem pont fordítva. A Muti által megformált Valerie uralkodik és túlél, mint a Ferreri-hősnők többsége.

### A nemzetközi sztár
Az 1970-es évek második felétől kezdve Ornella Muti Európa-szerte népszerű filmcsillagnak számított. A híres francia filmsztár, Alain Delon is felajánlotta számára az Egy gazember halála (1977) című bűnügyi dráma női főszerepét, Georges Lautner rendezésében. Ugyanebben az évben játszott az Új szörnyetegek című szkeccsfilm két epizódjában is Monicelli, illetve Dino Risi irányítása alatt. Sergio Corbucci Nápolyi krimi (1978) című alkotása egy titokzatos gyilkosságsorozatról szól, melynek egy mandolinjátékos (Marcello Mastroianni) és egy ápolónő (Ornella Muti) a gyanúsítottjai. Grigorij Csuhraj szovjet–olasz koprodukcióban forgatta Az élet szép című alkotását, melynek főszerepeit Mutira és Giancarlo Gianninire bízta. Nem a színészeken múlott, hogy a film Nyugaton megbukott, Keleten pedig zömmel fanyalgó kritikákat kapott. Nem lett sikeres a népszerű képregényhősről készült sci-fi, a Flash Gordon (1980) sem, noha a filmzenét a legendás Queen együttes komponálta. Mike Hodges rendező a címszerepet egy volt aktmodellre, Sam Jonesra bízta, de sikerült olyan nagy neveket is megnyernie, mint Max von Sydow, Hajím Topól, Timothy Dalton, a drámaíró John Osborne vagy egy másik kitűnő olasz színésznő, Mariangela Melato. Ornella játszotta Aura hercegnőt: szó szerint fantasztikusan nézett ki a Danilo Donati tervezte jelmezekben, noha az elmarasztaló vélemények egy része épp Donati díszleteire és jelmezeire vonatkozott. Charles Bukowski alkoholista író regénye alapján készült Marco Ferreri A hétköznapi őrület meséi (1981) című drámája. A férfi főszereplő, Charles Serking (Ben Gazzara) tulajdonképpen Bukowski alteregója, önpusztító író, aki megismerkedik egy gyönyörű prostituálttal, Cass-szel (Muti). Viharos, önkínzó és önpusztító szerelem bontakozik ki kettőjük között. A filmet a maga idejében értetlenkedve fogadták, mára a rendező legjelentősebb művei között emlegetik. Kizárólag erős idegzetűeknek ajánlható alkotás, nem utolsósorban Muti önkínzó jelenetei miatt, melyek során egy biztosítótűvel szúrja át teste különböző pontjait, legintimebb testrészét is beleértve. Az 1980-as évek elején a színésznő több vígjátékot is forgatott az énekes-színész Adriano Celentanóval, melyek közül Magyarországon az Őrült római vakáció (1981) a legismertebb. Franco Castellano és Giuseppe Moccia komédiája tulajdonképpen William Wyler klasszikusa, a Római vakáció (1953) modernizált változata.

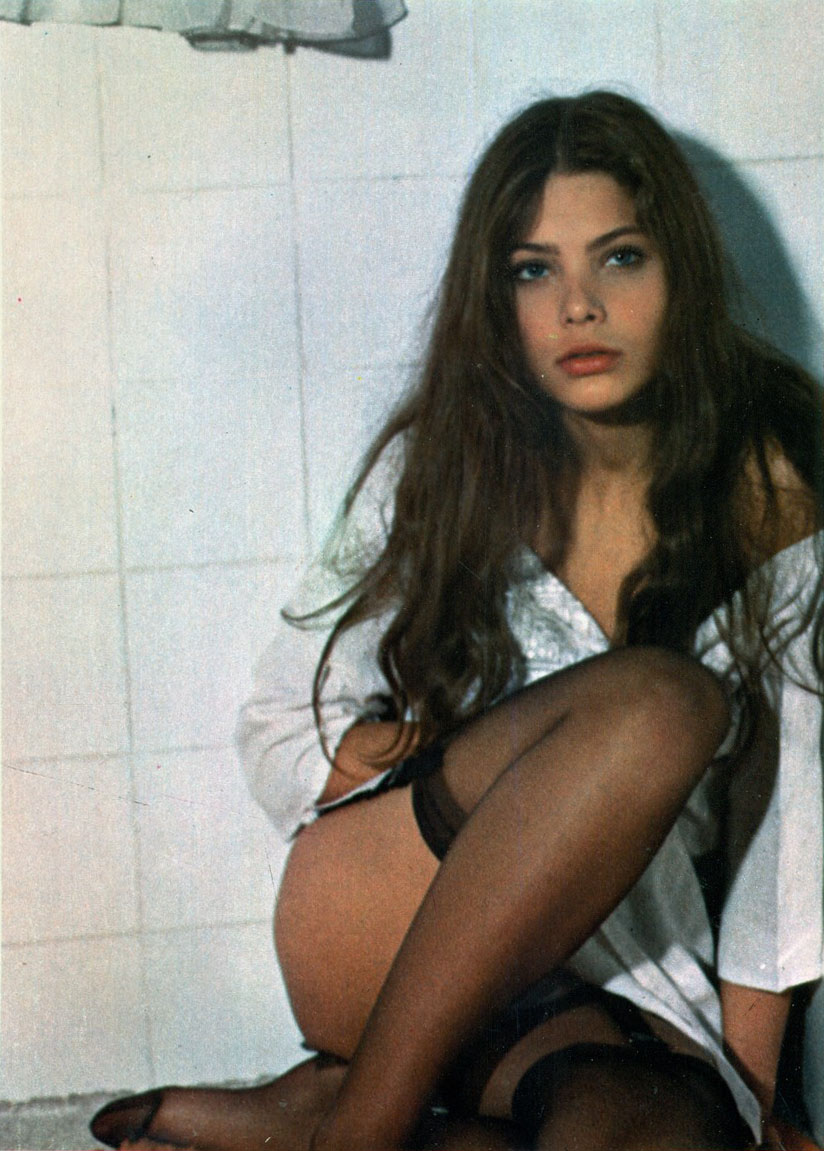
Ornella Muti az Appassionata című filmben (1974)

Marcel Proust Az eltűnt idő nyomában című regényét számos nagynevű rendező szerette volna megfilmesíteni, például Joseph Losey és Luchino Visconti. Visconti Alain Delonnak szánta Swann, Brigitte Bardot-nak pedig Odette szerepét. Végül nem sikerült leforgatnia a filmet. 1984-ben a jeles német rendező, Volker Schlöndorff filmesítette meg a Proust-mű egy részét Swann szerelme címmel. Alain Delonnak ő is adott szerepet, de már nem Swannét, hanem a homoszexuális Charlus báróét. A főszerepet Jeremy Irons kapta, Odette-et Muti játszotta. Szerepelt még a filmben Fanny Ardant és Marie-Christine Barrault is. A 19. század végén játszódó drámát a kritika fenntartásokkal fogadta: Proust szellemiségét hiányolták, illetve a szereposztást bírálták. Nem volt kedvező a visszhangja Marco Ferreri A jövő a nő (1984) című alkotásának sem. A cím pontosan megfogalmazza a rendező világszemléletének egyik alapelemét. Gordon (Niels Arestrup) és Anna (Hanna Schygulla) pártfogásukba veszik az állapotos Malvinát (Muti), és ebben az új trióban a férfi mind feleslegesebbé válik. Ferreri védelmébe vette Mutit a lesújtó véleményüket megfogalmazó kritikusokkal szemben, szerinte a színésznő az improvizációs színjátszás egyik legjelentősebb alakja. Olaszországban sikeres lett A Paradicsom összes bűne (1985) című komédia, bár voltak olyan rosszindulatú vélemények is, hogy Francesco Nuti rendező valójában csak a Nuti–Muti névpárosítás reklámértékét akarta kihasználni, amikor Ornellát választotta a női főszerepre. A legendás nőcsábász és kalandor, Giacomo Casanova életéről készült a Casanova (1987) című tévéfilm, melyben Richard Chamberlain játszotta a főszerepet. A gáláns lovag körül feltűnő hölgyeket olyan színésznők alakították, mint Faye Dunaway, Sylvia Kristel, Sophie Ward, Hanna Schygulla és persze Ornella Muti, aki Henriette szerepét formálta meg. További férfipartnerek: Jean-Pierre Cassel, Frank Finlay és Roy Kinnear. Gabriel García Márquez regénye alapján forgatták az Egy előre bejelentett gyilkosság krónikája (1987) című filmdrámát Francesco Rosi rendezésében. Egy családi vérbosszú játszódik le a néző szemei előtt: a megrontott lányt Ornella Muti alakította, állítólagos megrontóját kedves kollégája, Alain Delon fia, Anthony Delon. Fontos szerepet játszott még Rupert Everett, Gian Maria Volonté és Irene Papas.

### Az 1990-es évektől napjainkig
Ettore Scola egyik legjobb filmjének tartják a Fracassa kapitányt (1990), amely Théophile Gautier azonos című regényének sokadik filmváltozata. A kosztümös történet főszerepeit Vincent Pérez, Emmanuelle Béart, Massimo Troisi és Muti játszották. Carlo Verdone vígjátéka a Fiúk, ki jön az ágyamba? (1990), amelyben Ornella egy olyan lányt alakított, aki teljesen megvadítja a környezetében élő hímneműeket, akik ajándékokkal halmozzák el őt, hogy a kegyeibe férkőzzenek, ám a lány erényesnek tűnik, hiába az a munkája, hogy erotikus filmekhez a megfelelő nyögéseket és sóhajokat produkálja. 
Egy régi francia vígjáték remake-je az Oscar (1991), amelyben a színésznő a Sylvester Stallone által játszott főszereplő feleségét játszotta. Egy másik remake, a Volt egyszer egy gyilkosság (1992) Mario Camerini Bűnök (1961) című krimivígjátéka alapján készült, melyből egyébként az eredeti rendező már csinált egy remake-et Én nem látok, te nem beszélsz, ő nem hall (1971) címmel. Az 1992-es változatban John Candy, James Belushi, Sean Young, Cybill Shepherd, George Hamilton, Giancarlo Giannnini és Muti voltak a főszereplők, de a film az előzményekkel ellentétben nem lett igazán sikeres.
A színésznő az 1990-es évektől kezdve a televízió számára is dolgozik. A rendszerváltozás után átalakult magyar filmforgalmazás szeszélyei miatt Ornella Mutival a hazai közönség inkább már csak a tévé képernyőjén találkozhat, újabb filmjei nem jutnak el a magyar mozikba. Az új évezred Muti-filmjei közül említést érdemel a részben Magyarországon, magyar színészekkel forgatott Az utolsó megbízás (2001) című akciófilm Armand Assante és Jürgen Prochnow főszereplésével, illetve Damiano Damiani rendező Nyomozás Krisztus holtteste után című 1986-os drámájának 20 évvel későbbi remake-je, melyben a színésznő Mária Magdolna szerepét játszotta.

## Magánélete
Muti magánéletét nem kísérték zajos botrányok. Első férje Alessio Orano volt, aki első filmjében, a 15 évesen forgatott A legszebb asszonyban volt a partnere. Házasságuk 1975-től 1981-ig tartott. A színésznő 19 évesen, 1974. október 10-én szülte első gyermekét, Naike Rivellit, aki később modell és színésznő lett: például édesanyja fiatalkori énjét játszotta a Monte Cristo grófja 1998-as tévéváltozatában. Naike édesapja egy spanyol producer, José Luis Bermúdez de Castro Acaso. Ornella 1988-ban ment hozzá Federico Facchinettihez, akitől két gyermeke született: egy lány (Carolina) és egy fiú (Andrea). A házasság nem bomlott fel, de a házasfelek szétköltöztek. 1998 óta Muti élettársa egy nálánál 8 évvel fiatalabb plasztikai sebész, Stefano Piccolo. Ornella 1996-ban lett nagymama: ekkor született első lánya, Naike gyermeke, Akash.
A színésznőt a Class magazin olvasói 1994-ben a világ legszebb asszonyává választották. Ornella Muti kétszer volt a budapesti Operabál díszvendége: 1996-ban és 2006-ban. Másodszor barátja, Alain Delon helyett érkezett, aki betegsége miatt lemondta a budapesti meghívást.

## Filmjei
- 2009 Doc West (tévésorozat)
- 2007 Civico zero
- 2007 Ma chi l'avrebbe mai detto… (tévésorozat)
- 2006 A nyomozás (L’inchiesta)
- 2006 Les Bronzés 3: amis pour la vie
- 2005 Péntek vagy egy másik nap (Vendredi ou un autre jour)
- 2005 A piszkos kezű kislány (La bambina dalle mani sporche) (tévésorozat)
- 2004 Mondj igent! (Di que sí)
- 2004 Jeremiah története (The Heart Is Deceitful Above All Things)
- 2004 A nagymenő visszatér (People)
- 2004 Tulse Luper bőröndjei, 2. epizód (The Tulse Luper Suitcases, Part 2: Vaux to the Sea)
- 2003 Le Lion (tévéfilm)
- 2003 Tulse Luper bőröndjei, 3. epizód – Antwerpen (The Tulse Luper Suitcases, Part 3: From Sark to the Finish)
- 2003 Férfiak, nők, szerelmek és hazugságok (Uomini & donne, amori & bugie)
- 2002 Amerikai nagybácsi (Lo Zio d'America) (tévésorozat)
- 2002 Csodás páros (Un couple épatant)
- 2002 Az élet után (Après la vie)
- 2002 Menekülés (Cavale)
- 2001 Hotel
- 2001 Az utolsó megbízás / A végső játszma (Last Run)
- 2001 Una lunga lunga lunga notte d'amore
- 2001 Holnap (Domani)
- 2001 Édesanya kerestetik (Um Crime Nobre)
- 2000 Rejtélyes bűnügyek: Lövés a szívbe (Un colpo al cuore) (tévéfilm)
- 2000 A nagymenő (Jet Set)
- 2000 Tierra del fuego
- 1999 Eszter, Perzsia királynője (Esther) (tévéfilm)
- 1999 Panni sporchi
- 1999 The Unscarred
- 1998 Monte Cristo grófja (Le comte de Monte Cristo) (tévésorozat)
- 1998 L’inconnu de Strasbourg
- 1998 Somewhere in the City
- 1998 Widows – Erst die Ehe, dann das Vergnügen
- 1997 Egy különösen bonyolult ügy (L’avvocato Porta) (tévésorozat)
- 1997 Mordbüro
- 1996 Pour rire!
- 1996 Mi fai un favore
- 1995 Tatiana, la muñeca rusa
- 1995 A nagy Fausto (Il grande Fausto) (tévésorozat)
- 1993 A kétnyelvű szerető (El Amante bilingüe)
- 1993 Estasi
- 1992 Non chiamarmi Omar
- 1992 Volt egyszer egy gyilkosság (Once Upon a Crime…)
- 1991 Vacanze di Natale '91
- 1991 La Domenica specialmente
- 1991 Oscar
- 1991 Michelangelo – Egy zseni születése (A Season of Giants) (tévéfilm)
- 1991 Max gróf (Il Conte Max)
- 1990 Fiúk, ki jön az ágyamba? (Stasera a casa di Alice)
- 1990 Fracassa kapitány / Fracassa kapitány utazása (Il viaggio di Capitan Fracassa)
- 1989 Wait Until Spring, Bandini
- 1989 'O re
- 1988 Codice privato
- 1988 Il frullo del passero
- 1987 Én és a nővérem (Io e mia sorella)
- 1987 Egy előre bejelentett gyilkosság krónikája (Cronaca di una morte annunciata)
- 1987 Casanova (tévéfilm)
- 1987 Stregati
- 1986 The Hitchhiker (tévésorozat, a True Believer című epizódban)
- 1986 Grandi magazzini
- 1985 A Paradicsom összes bűne (Tutta colpa del paradiso)
- 1984 A jövő a nő (Il futuro è donna)
- 1984 Swann szerelme (Un amour de Swann)
- 1983 Un povero ricco
- 1982 A trieszti lány (La ragazza di Trieste)
- 1982 Love and Money
- 1982 Bonnie és Clyde olasz módra (Bonnie e Clyde all'italiana)
- 1981 Őrült római vakáció (Innamorato pazzo)
- 1981 Nessuno è perfetto
- 1981 A hétköznapi őrület meséi (Storie di ordinaria follia)
- 1980 Il bisbetico domato
- 1980 Flash Gordon
- 1979 Az élet szép (La vita è bella)
- 1978 Első szerelem (Primo amore)
- 1978 Eutanasia di un amore
- 1978 Nápolyi krimi (Giallo napoletano)
- 1977 Új szörnyetegek (I nuovi mostri) (az Autostop és a Senza parole című epizódokban)
- 1977 Egy gazember halála (Mort d'un pourri)
- 1977 La Stanza del vescovo
- 1977 Ritratto di borghesia in nero
- 1976 Az utolsó asszony (La dernière femme)
- 1976 L’Agnese va a morire
- 1976 Come una rosa al naso
- 1975 La Joven casada
- 1975 Leonor
- 1974 Appassionata
- 1974 Cebo para una adolescente
- 1974 Una chica y un señor
- 1974 Olcsó regény (Romanzo popolare)
- 1973 Le Monache di Sant'Arcangelo
- 1973 Paolo il caldo
- 1973 Tutti figli di mamma santissima
- 1972 Experiencia prematrimonial
- 1972 La Casa de las palomas
- 1972 Fiorina la vacca
- 1971 Un posto ideale per uccidere
- 1971 Il sole nella pelle
- 1970 A legszebb asszony (La moglie più bella)

## Fontosabb díjak és jelölések

### Art Film Festival
- 2002 Életműdíj

### Bambi-díj
Megkapta: 1981-ben

### David di Donatello-díj
- 1976 Special David az addigi alakításaiért

### Európai Filmdíj
- 1988 jelölés Codice privato (legjobb színésznő)

### Ezüst Szalag díj
- 1988 díj Én és a nővérem (legjobb színésznő)
- 1989 díj Codice privato (legjobb színésznő)
- 2001 jelölés Holnap (legjobb női mellékszereplő)